# Зайцев, Алексей Андреевич (хоккеист)
Алексей Андреевич Зайцев (род. 1 марта 2005, Санкт-Петербург) — российский хоккеист, нападающий.

## Биография
Уроженец Санкт-Петербурга, воспитанник московского «Динамо». С сезона 2021/22 — игрок команды МХЛ МХК «Динамо». 20 января 2024 года в домашнем матче против минского «Динамо» (4:1) дебютировал в КХЛ. 22 августа 2024 года был отдан в аренду в клуб ВХЛ «Кристалл» Саратов.